# Calathea incompta
Calathea incompta là một loài thực vật có hoa trong họ Marantaceae. Loài này được J.D.Kenn. mô tả khoa học đầu tiên năm 1997.